# Пиксур (приток Кобры)
Пи́ксур — река в России, протекает в Даровском районе Кировской области. Устье реки находится в 32 км по левому берегу реки Кобра. Длина реки составляет 29 км.
Река берёт начало на Северных Увалах в болотах восточнее деревни Коноваловы (Вонданское сельское поселение). После истока река течёт на восток, затем поворачивает на юг. Течёт по лесному массиву, единственный населённый пункт на реке — это находящееся в середине течения село Пиксур (центр Пиксурского сельского поселения). Впадает в Кобру у деревни Блохичи в 5 ки к северо-востоку от посёлка Даровской.

## Данные водного реестра
По данным государственного водного реестра России относится к Камскому бассейновому округу, водохозяйственный участок реки — Вятка от города Киров до города Котельнич, речной подбассейн реки — Вятка. Речной бассейн реки — Кама.
По данным геоинформационной системы водохозяйственного районирования территории РФ, подготовленной Федеральным агентством водных ресурсов:
- Код водного объекта в государственном водном реестре — 10010300312111100035850
- Код по гидрологической изученности (ГИ) — 111103585
- Код бассейна — 10.01.03.003
- Номер тома по ГИ — 11
- Выпуск по ГИ — 1